# 洛布科维茨家族

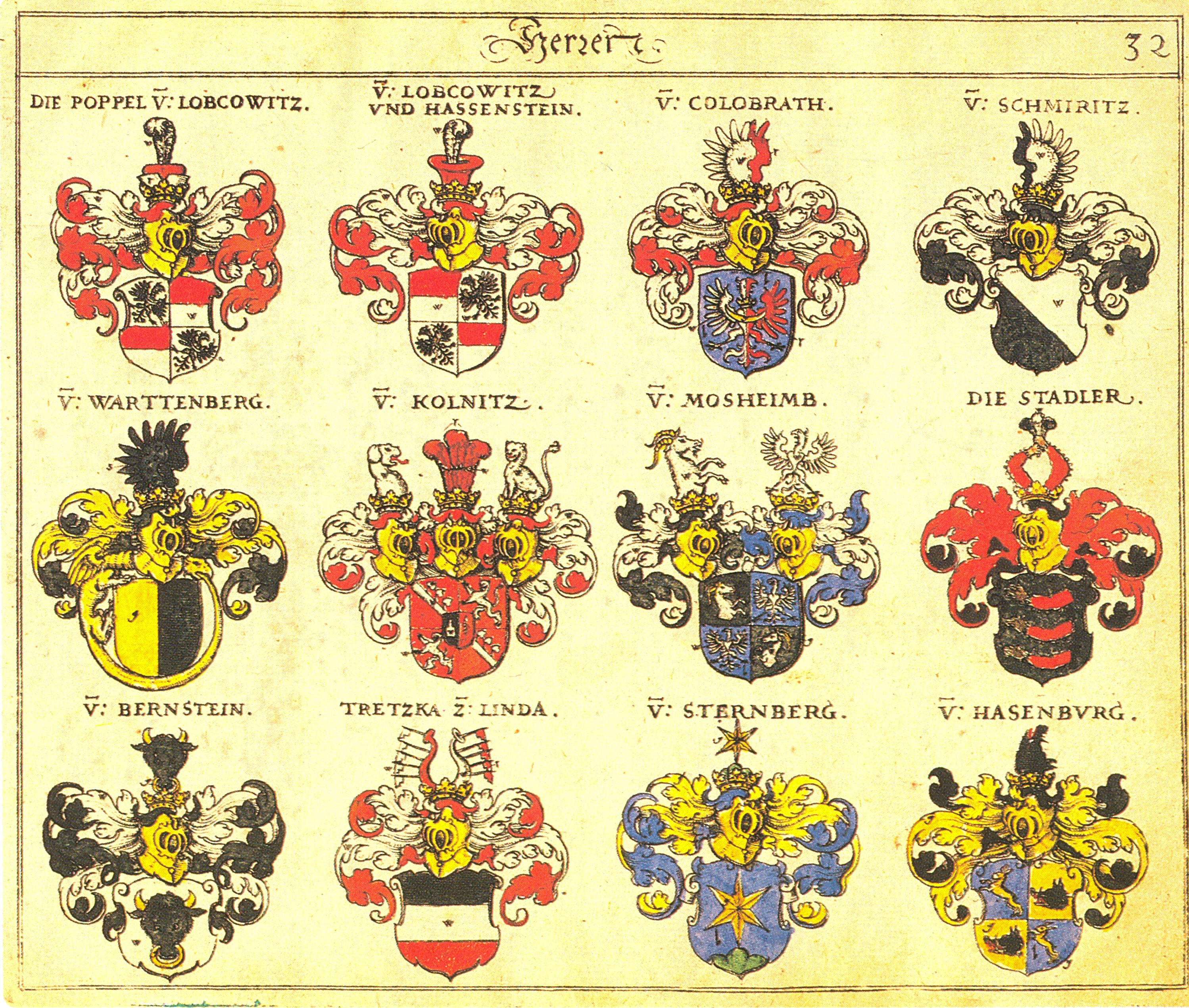
第一行左一为洛布科维茨家族波佩尔支的族徽，第一行左二为洛布科维茨家族哈森施泰因支的族徽

洛布科维茨家族（捷克语：Lobkowicz或Lobkovic；德语：Lobkowitz）是神圣罗马帝国波希米亚一个贵族家族。这个家族的成员于1623年成为神圣罗马帝国的世袭亲王。

## 早期洛布科维茨家族
第一个见诸史籍的洛布科维茨家族成员是“穷人”米库拉什（Mikuláš I "Chudý" z Újezda a z Lobkowicz），他是15世纪波希米亚重要的政治人物，1420年被封为骑士。他去世后洛布科维茨家族分为哈森施泰因和波佩尔两支：长子米库拉什二世·洛布科维茨·冯·哈森施泰因是哈森施泰因支的创始人；次子延一世·波佩尔·冯·洛布科维茨是波佩尔支的创始人。二人于1459年封为世袭男爵。波佩尔支的后人兹德内克·沃伊特赫·冯·洛布科维茨与1623年被神圣罗马帝国皇帝斐迪南二世封为亲王。

## 洛布科维茨亲王列表
- 1623年—1628年：兹德内克·沃伊特赫 Zdeněk Vojtěch
- 1628年—1677年：瓦茨拉夫·尤塞比乌斯·弗朗提谢克 Václav Eusebius František 兹德内克·沃伊特赫的长子
- 1677年—1715年：斐迪南·奥古斯特 Ferdinand August 瓦茨拉夫·尤塞比乌斯·弗朗提谢克长子
- 1715年—1737年：菲利普·希亚京特 Philipp Hyazinth 斐迪南·奥古斯特次子
- 1737年—1739年：文策尔·斐迪南 Wenzel Ferdinand 菲利普·希亚京特次子
- 1739年—1784年：斐迪南 Ferdinand 菲利普·希亚京特第三子
- 1784年—1816年：约瑟夫·弗朗茨·马克西米利安 Joseph Franz Maximilian 斐迪南独子
- 1816年—1868年：斐迪南·约瑟夫 Ferdinand Joseph 约瑟夫·弗朗茨·马克西米利安长子
- 1868年—1903年：莫里茨 Moritz 斐迪南·约瑟夫次子
- 1903年—1918年：斐迪南 Ferdinand 莫里茨之子

### 梅尔尼克支洛布科维茨亲王
- 1715年—1753年：格奥尔格·克里斯蒂安 Georg Christian 斐迪南·奥古斯特第五子，他的男性长系后代亦被封为洛布科维茨亲王，是为洛布科维茨梅尔尼克支
- 1753年—1802年：约瑟夫 Joseph 格奥尔格·克里斯蒂安次子
- 1802年—1803年：奥古斯特·安东·约瑟夫 August Anton Joseph 格奥尔格·克里斯蒂安第四子
- 1803年—1819年：玛利亚·安东·伊西多尔 Maria Anton Isidor 奥古斯特·安东·约瑟夫第七子
- 1819年—1848年：奥古斯特 August 玛利亚·安东·伊西多尔长子
- 1848年—1908年：格奥尔格·克里斯蒂安 Georg Christian 奥古斯特次子
- 1908年—1918年：弗里德里希 Friedrich 格奥尔格·克里斯蒂安第三子

## 洛布科维茨亲王继承人

### 基尔奇支
- 1918年－1938年：斐迪南 前亲王，1918年奥地利君主制覆灭后仍自称洛布科维茨亲王

1920年，斐迪南的后代放弃洛布科维茨亲王的继承权，将亲王称号让给洛布科维茨家族克日米切支的成员。

### 克日米切支
- 1938年—1953年：雅罗斯拉夫·阿洛易斯·弗朗茨·库尼贡德·埃曼努埃尔·玛利亚 JAROSLAV Aloys Franz Kunigund Emanuel Maria 约瑟夫·弗朗茨·马克西米利安亲王的曾孙，其次子约翰·奈波穆克的孙子，斐迪南亲王的堂弟
- 1953年—1954年：弗里德里希·弗朗茨·雅罗斯拉夫·阿洛易斯·亨利·玛利亚·安德烈阿斯 FRIEDRICH Franz Jaroslav Aloys Heinrich Maria Andreas 雅罗斯拉夫·阿洛易斯长子
- 1954年—1985年：雅罗斯拉夫·克劳德·弗里德里希·阿洛易斯 JAROSLAV Claude Friedrich Aloys 雅罗斯拉夫·阿洛易斯次子
- 1985年至今：雅罗斯拉夫·弗朗茨·冯·阿西西·克莱门斯·阿洛易斯·加布里尔·埃莱奥诺拉·约瑟夫·安东·约翰·博斯克·约阿希姆·费利克斯·玛利亚 JAROSLAV Franz von Assisi Klemens Alois Gabriel Eleonnora Josef Anton Johann Bosco Joachim Felix Maria 雅罗斯拉夫·克劳德长子

- 亲王世子符拉基米尔·雅罗斯拉夫·约翰·杰洛姆·居伊·克莱门斯·弗朗茨 Vladimir Jaroslav Johann Jerome Guy Clemens Franz（1972年生）

### 梅尔尼克支
- 1918年—1923年：弗里德里希 前亲王，1918年奥地利君主制覆灭后仍自称洛布科维茨亲王
- 1923年—1932年：格奥尔格·克里斯蒂安 Georg Christian 弗里德里希之子，无子嗣
- 1932年—1952年：约翰 Johann 弗里德里希四弟
- 1952年—1995年：奥托卡 Ottokar 约翰的长子
- 1995年至今：安东 Anton 奥托卡的长子